# Фернандес, Абелардо
Абела́рдо Ферна́ндес Анту́нья (исп. Abelardo Fernández Antuña; род. 19 апреля 1970 или 19 марта 1970, Хихон, Овьедо) — испанский футболист. Выступал на позиции защитника. Имеет на своём счету 385 матчей в чемпионате Испании и 54 в составе национальной сборной.

## Карьера

### Клубная
На юношеском уровне Абелардо выступал за несколько местных команд, после чего перешёл в академию хихонского «Спортинга». В 1989 году он подписал с этим клубом профессиональный контракт. За «Спортинг» Абелардо выступал на протяжении 5 сезонов, в которых сыграл 178 матчей.
В один из грандов испанского футбола — «Барселону» — Абелардо перешёл уже сложившимся игроком, имеющим опыт выступления на крупных международных турнирах. За 7 лет, проведённых в «Барселоне» он дважды выигрывал чемпионат, Кубок и Суперкубок Испании, а также стал победителем двух европейских соревнований — Кубка обладателей кубков и Суперкубка УЕФА. Последние годы Абелардо в Каталонии были испорчены травмами.
В возрасте 32 лет Абелардо перешёл в «Алавес». Контракт, подписанный игроком, был рассчитан на 2 года, но спустя один сезон испанец завершил карьеру. Причиной стали проблемы с коленом, начавшиеся у футболиста ещё в «Барселоне».

### Международная
Абелардо дебютировал во взрослой сборной Испании 4 сентября 1991 года в товарищеском матче с Парагваем. В общей сложности за национальную команду он провёл 54 матча и забил три мяча. Принимал участие в двух чемпионатах мира (1994, 1998) и двух чемпионатах Европы (1996, 2000).
Участвовал в домашней для испанцев барселонской Олимпиаде 1992 года и выиграл золотую медаль. В том розыгрыше на счету Абелардо 2 мяча — в полуфинале Гане и в финальном матче с поляками.

### Тренерская
После завершения карьеры игрока Абелардо работал с детскими и юношескими командами родного для него «Спортинга». С 2008 по 2010 год он возглавил дубль хихонцев — «Спортинг B».
Перед началом сезона 2010/11 Абелардо возглавил клуб четвёртого по значимости испанского дивизиона «Кандас».
4 мая 2014 года Абелардо был назначен на должность главного тренера хихонской команды. Два сезона понадобилось клубу и тренеру чтобы завоевать повышение из Сегунды в Примеру. Контракт с тренером был расторгнут в январе 2017 года после неудачной 15-матчевой серии, в которой Спортинг набрал только 5 очков. За досрочное расторжение контракта тренеру полагалась компенсация в 4 миллиона евро, однако Абелардо отказался от этих денег. Издание Football Espana опубликовало слова Абелардо: «Я очень люблю этот клуб. Да, у меня был контракт до 2020 года, но я не могу так поступить с командой. Отказаться от денег — это не проблема. Есть более важные вещи. Вина в плохих результатах „Спортинга“ лежит на мне. По этой причине я решил уйти».
1 декабря 2017-го Абелардо Фернандес принял руководство над «Алавесом», на тот момент у команды было всего шесть очков и последнее место в турнирной таблице.
27 июня 2020 года был уволен с должности главного тренера «Эспаньола» в связи с плохими результатами команды.

## Статистика выступлений

### Клубная статистика
| Выступление      | Выступление      | Выступление      | Лига | Лига | Кубок страны | Кубок страны | Еврокубки | Еврокубки | Другие | Другие | Итого | Итого |
| Клуб             | Лига             | Сезон            | Игры | Голы | Игры         | Голы         | Игры      | Голы      | Игры   | Голы   | Игры  | Голы  |
| ---------------- | ---------------- | ---------------- | ---- | ---- | ------------ | ------------ | --------- | --------- | ------ | ------ | ----- | ----- |
| Барселона        | Примера          | 1989/90          | 33   | 2    | 5            | 0            | 0         | 0         | —      | —      | 38    | 2     |
| Барселона        | Примера          | 1990/91          | 38   | 1    | 10           | 1            | 0         | 0         | —      | —      | 48    | 2     |
| Барселона        | Примера          | 1991/92          | 35   | 2    | 2            | 0            | 4         | 0         | —      | —      | 41    | 2     |
| Барселона        | Примера          | 1992/93          | 37   | 3    | 7            | 0            | 0         | 0         | —      | —      | 44    | 3     |
| Барселона        | Примера          | 1993/94          | 36   | 5    | 5            | 2            | 0         | 0         | —      | —      | 41    | 7     |
| Барселона        | Итого            | Итого            | 179  | 13   | 29           | 3            | 4         | 0         | 0      | 0      | 212   | 16    |
| Барселона        | Примера          | 1994/95          | 30   | 4    | 2            | 1            | 7         | 0         | 2      | 0      | 41    | 5     |
| Барселона        | Примера          | 1995/96          | 31   | 1    | 6            | 1            | 6         | 1         | —      | —      | 43    | 3     |
| Барселона        | Примера          | 1996/97          | 21   | 3    | 3            | 0            | 6         | 0         | 2      | 0      | 32    | 3     |
| Барселона        | Примера          | 1997/98          | 15   | 0    | 3            | 0            | 3         | 1         | 2      | 0      | 23    | 1     |
| Барселона        | Примера          | 1998/99          | 30   | 1    | 3            | 0            | 4         | 0         | 1      | 0      | 38    | 1     |
| Барселона        | Примера          | 1999/00          | 25   | 1    | 3            | 0            | 9         | 2         | 0      | 0      | 37    | 3     |
| Барселона        | Примера          | 2000/01          | 19   | 1    | 3            | 0            | 9         | 0         | —      | —      | 31    | 1     |
| Барселона        | Примера          | 2001/02          | 7    | 0    | 0            | 0            | 5         | 0         | —      | —      | 12    | 0     |
| Барселона        | Итого            | Итого            | 178  | 11   | 23           | 2            | 49        | 4         | 7      | 0      | 257   | 17    |
| Алавес           | Примера          | 2002/03          | 28   | 0    | 1            | 0            | 3         | 1         | —      | —      | 32    | 1     |
| Алавес           | Итого            | Итого            | 28   | 0    | 1            | 0            | 3         | 1         | 0      | 0      | 32    | 1     |
| Всего за карьеру | Всего за карьеру | Всего за карьеру | 385  | 24   | 53           | 5            | 56        | 5         | 7      | 0      | 501   | 34    |

## Достижения

### Командные
«Барселона»
- Чемпион Испании: 1998, 1999
- Обладатель Кубка Испании: 1997, 1998
- Обладатель Суперкубка Испании: 1994, 1996
- Победитель Кубка обладателей кубков: 1997
- Обладатель Суперкубка УЕФА: 1997

Олимпийская сборная Испании
- Олимпийский чемпион: 1992